# Coburg (Schiff, 1950)
Die Coburg war das erste Frachtschiff der Burg-Klasse und der erste Schiffsneubau der Hamburg-Amerika-Linie (Hapag) nach dem Zweiten Weltkrieg. Es wurde 1950 unter dem Taufnamen Hamburg von den Howaldtswerken an die Hapag übergeben.

## Geschichte

### Frachter der Hapag und der Hapag-Lloyd (1950–1971)
Am 8. November 1950 erfolgte die Probefahrt des Hapag-Frachters Hamburg mit der Baunummer 865 der Howaldtswerke Hamburg. Es war der erste Schiffsneubau für die Hapag nach dem Zweiten Weltkrieg. Sie eröffnete den Westindiendienst als erstes eigenes Schiff der Reederei. Aufgrund der Auflagen der Siegermächte musste die Hapag ihre ersten Liniendienste nach dem Zweiten Weltkrieg mit Charterschiffen beginnen. In den folgenden Jahren von 1951 bis 1953 wurden weitere sechs Schiffe der Burg-Klasse an die Hapag übergeben, die allerdings etwas andere Abmessungen aufwiesen. Die Hamburg wurde im Oktober 1953 in Coburg umbenannt, um den Namen für einen größeren Neubau frei zu machen. Am 1. September 1970 kam sie mit der Zusammenlegung der beiden Reedereien Norddeutscher Lloyd (NDL) und Hapag zur Hapag-Lloyd AG, wo sie weiterhin im Westindiendienst eingesetzt wurde.

„Unsere Hamburg wird sozusagen die erste Visitenkarte sein, die wir in Übersee abgeben. Wir werden sie hinausschicken in der Gewißheit, dass dieses Schiff in den Ländern, die es anlaufen wird, die alten Handelsbeziehungen wieder anknüpft und unserer Flagge wieder zu neuem Ansehen verhilft.“

### Frachter in Panama und Saudi-Arabien (1971–1977)
Hapag-Lloyd verkaufte den Frachter am 7. Juli 1971 an die Nav. Panoceanica in Panama, die das Schiff in Greenbelt umbenannte, aber bereits ein Jahr später wieder verkaufte. 1972 ging sie an A. M. Baaboud & A. M. Baghlaf aus Dschidda, die dem Frachter den Namen Blue Belt gaben. Bei einer Fahrt von Dschidda nach Port Sudan im Sudan lief die mit Kraftfahrzeugen beladene Blue Belt am 2. Dezember 1977 etwa 50 Seemeilen nördlich von Port Sudan auf ein Riff, rutschte drei Tage später ab und sank anschließend.

## Schiffsbeschreibung
Die Coburg war mit 2399 BRT bzw. 1238 NRT vermessen und hatte bei einer Länge von 103,8 Meter über alles, einer Breite von 14,3 Meter und einem Tiefgang von 6,3 Meter eine Tragfähigkeit von 4460 tdw. Die zwei einfachwirkenden 2-Takt-Sulzer-Motoren mit fünf Zylindern hatten je eine Nennleistung von 800 PS und verliehen dem Schiff eine Geschwindigkeit von 11 Knoten.